# جان تاکر باید بمیرد
جان تاکر باید بمیرد (به انگلیسی: John Tucker Must Die)فیلمی محصول سال ۲۰۰۶ و به کارگردانی بتی توماس است. در این فیلم بازیگرانی همچون جسی متکالف، بریتنی اسنو، آشانتی، سوفیا بوش، آریل کبل، جنی مک‌کارتی، پن بدجلی، تیلور کیچ، مگان اوری، گرگ سیپس ایفای نقش کرده‌اند.